# 纪事录
《纪事录》是明朝初年俞本所著，记载从至正十一年（1351年）至洪武三十年（1397年）间，元末明初之事的编年体私史。全书共两卷，至清代已佚失。一般认为，1970年代在台湾发现《明兴野记》，即是此书由张大同编修的版本。明代，此书或称《皇明纪事录》，或称《皇明记事录》。钱谦益提及此书时，又简称为“俞本《纪录》”。当代李新峰认为，此书原名应为《皇明纪事录》，简记为《纪事录》。

## 修撰、流传
《明史·艺文志》仅记“俞本《纪事录》二卷”七字。俞本生平、官职不详，事迹见于书中自序。他是元末明初的军人，在永乐元年（1403年）后撰成此书。一直未有刊刻，仅以钞本（手抄本）流通。明末，钱谦益编纂《开国（国初）群雄事略》时，加以摘引。潘柽章著《国史考异》亦有参考。潘柽章引用文字中，有若干文字不同于钱书，可能书籍来源不同。清顺治七年（1650年），钱谦益藏书楼绛云楼失火，此书就此失传。
位于台北的国立中央图书馆藏有，题明天启丙寅年张大同编撰的《明兴野记》一书。有无名氏批点之语，《明兴野记》二卷二册。明俞本撰，张大同删定。明刊本。”1970年代初，John W. Dardess将《明兴野记》介绍给明史学界。爱德华·德雷尔在1972年发表《明兴野记》的研究。当代研究一般认为此书即俞本所著《纪事录》。1990年代，陈学霖将此书重新点校发表。书中另有提及永乐年号的一页残页。或认为后人增补，或认为是俞本原文。

## 评价
- 李新峰认为[2]“俞本‘亲历其事’之真切，‘不为贤者讳’之鲜明，在官私史籍作者中诚属凤毛麟角，仍难免野史诬妄之通病。”“它提供的独特而细致的史料非常珍贵，可是只有经过相关史料的检验对照，并分析作者存真或致误的可能性之後，方可徵信。”